# EMKA Racing
EMKA Racing était une écurie de sport automobile anglaise fondée en décembre 1980 par Steve O'Rourke, manager du groupe Pink Floyd. L'écurie a occasionnellement couru sous le nom de EMKA Productions, le nom de la société de Steve O'Rourke. Le nom de l'équipe vient des deux filles de Steve O'Rourke, Emma et Katheryne. Steve O'Rourke et EMKA se sont concentrés sur les courses de voitures de sport avec de brefs intermèdes dans le Championnat de Grande-Bretagne de Formule 1 jusqu'en 1985, date à laquelle l'écurie avait été dissoute avant de revenir en 1991. L'écurie a finalement été dissoute au début de 2004 après la mort de Steve O'Rourke. L'écurie avait remporté le championnat des pilotes pour Steve O'Rourke et Tim Sugden dans le championnat britannique GT en 1997 et 1998.

## Résultats en compétition automobile

### Résultats aux24 Heures du Mans
| Année | Classe   | no | Pilotes                                     | Voiture          | Pneus | Tours | Pos. | Pos. cat. |
| ----- | -------- | -- | ------------------------------------------- | ---------------- | ----- | ----- | ---- | --------- |
| 1980  | IMSA     | 78 | Steve O'Rourke Richard Down Simon Phillips  | Ferrari 512BB/LM | D     | 262   | 23e  | 8e        |
| 1981  | Gr.5     | 53 | David Hobbs Eddie Jordan Steve O'Rourke     | BMW M1           | D     | 236   | Abd. | Abd.      |
| 1982  | IMSA GTX | 62 | Steve O'Rourke Richard Down Nick Mason      | BMW M1           | D     | 266   | Abd. | Abd.      |
| 1983  | C1       | 41 | Tiff Needell Steve O'Rourke Nick Faure (en) | EMKA C83/1       | D     | 275   | 17e  | 13e       |
| 1985  | C        | 41 | Tiff Needell Steve O'Rourke Nick Faure (en) | EMKA C84/1       | D     | 337   | 11e  | 11e       |
| 1996  | GT2      | 70 | Steve O'Rourke Guy Holmes Soames Langston   | Porsche 911 GT2  | D     | 32    | Abd. | Abd.      |
| 1998  | GT1      | 40 | Steve O'Rourke Tim Sugden Bill Auberlen     | McLaren F1 GTR   | P     | 32    | 4e   | 4e        |

### Résultats aux24 Heures de Daytona
| Année | Classe | no | Pilotes                                          | Voiture           | Pneus | Tours | Pos. | Pos. cat. |
| ----- | ------ | -- | ------------------------------------------------ | ----------------- | ----- | ----- | ---- | --------- |
| 2000  | GTU    | 69 | Derek Bell Tim Sugden Stephen Day Steve O'Rourke | Porsche 996 GT3-R | P     | 75    | Abd. | Abd.      |